# موشه کارمل
موشه کارمل (انگلیسی: Moshe Carmel؛ ۱۷ ژانویه ۱۹۱۱ – ۱۴ اوت ۲۰۰۳) سیاست‌مدار و سرلشکر نیروهای دفاعی اسرائیل بود، که در فاصله سال‌های ۱۹۴۸ تا ۱۹۴۹ به‌عنوان نخستین فرمانده ستاد فرماندهی شمالی اسرائیل فعالیت می‌کرد. وی از ۱۹۵۵ تا ۱۹۵۵ همچنین از ۱۹۶۵ تا ۱۹۶۹ وزیر حمل و نقل و ایمنی جاده‌های اسرائیل بود.
کارمل که در مینسک مازوویکی در امپراتوری روسیه (که امروزه در لهستان است) متولد شد، در سال ۱۹۲۴، زمانی که ۱۳ سال داشت، به فلسطین تحت قیمومیت مهاجرت کرد. او یکی از اعضای بنیانگذار کیبوتص نان بود و در جنبش جوانان هانوار هاووود و هالومد فعال بود. بین سال‌های ۱۹۳۹ تا ۱۹۴۱ توسط مقامات بریتانیایی زندانی شد. در طول جنگ ۱۹۴۸ فلسطین، او فرمانده تیپ کارملی بود و در نبرد حیفا و عملیات حیرام شرکت داشت.
او در سال ۱۹۵۵ به عنوان عضو احدوت هاووودا به کنست سوم انتخاب شد و به عنوان وزیر حمل و نقل منصوب شد. در ۲۸ سپتامبر ۱۹۵۶، او به همراه موشه دایان، شیمون پرز و گلدا مئیر به پاریس پرواز کرد و در آنجا با کریستین پینو، وزیر امور خارجه فرانسه، دیدار کردند. هدف از این دیدارها «روشن کردن احتمالات اقدام مشترک علیه مصر» بود.
در ۲۹ اکتبر ۱۹۵۷، پس از پرتاب نارنجک میلز به داخل اتاق مناظره کنست، دست او شکست. در این حادثه داوید بن گوریون و گلدا مایر نیز زخمی شدند. این حمله توسط موشه دوک انجام شد که انگیزه‌های او به اختلاف با آژانس یهود نسبت داده شد، اگرچه او همچنین به عنوان «دارای عدم تعادل روانی» توصیف شد. او در انتخابات ۱۹۵۹ و ۱۹۶۱ کرسی خود را حفظ کرد و در اواخر کنست پنجم در سال ۱۹۶۵ دوباره به عنوان وزیر حمل و نقل منصوب شد. هنگامی که احدوت هاآوودا با ماپای ادغام شد تا حزب اتحاد را تشکیل دهد، کارمل به حزب جدید پیوست و پست وزارتی خود را در کنست ششم حفظ کرد.
کارمل تا سال ۱۹۷۷ عضو کنست باقی ماند و دو کتاب منتشر کرد: لشکرکشی‌های شمالی (۱۹۴۹) و بین دیوارها (۱۹۶۵). او در سال ۲۰۰۳ در سن ۹۲ سالگی درگذشت.